# な・ま・い・き盛り
『な・ま・い・き盛り』（なまいきざかり）は、1986年10月16日から同年12月18日までフジテレビ系列局で放送されていたフジテレビ製作のテレビドラマである。全10話。放送時間は毎週木曜 20:00 - 20:54 （日本標準時）。
劇中にはレンタルビデオ店での場面が毎回挿入されており、本作の登場人物が既存の映画やオリジナルビデオからの映像を交えながら会話する場面もあった。またBGMには、本作オリジナルの楽曲以外にも著名なオールディーズの曲を使用していた。
レギュラー放送終了後の1987年4月2日（木曜） 19:00 - 20:54 には、後日談となる『な・ま・い・き盛りスペシャル』が放送された。

## キャスト
- 木下加代子：中山美穂
- 樋口浩介：中村繁之
- 川内里奈：鳥居かほり
- 川内二三夫：山本陽一
- 大石ケンジ：矢野泰二
- 木村ちあき：渡辺千秋
- 渡辺ひろみ：遠藤由美子
- 青木みどり：星谷和美
- 木下葉月：山下亜紀
- 瀬戸真理子：城戸真亜子
- 樋口タカ子：五月みどり
- 樋口修造：斉藤晴彦
- 真田啓一：三浦洋一
- 岩石先生：尾藤イサオ
- 川内一夫：山口良一
- 結城久子先生：黒田福美
- 吉本先生：室井滋

第2話
- 桑名正博（友情出演）

第3話
- 陣内孝則（友情出演） - 浩介がアルバイトをするパーティ会場のシーンに会場の客役で出演。
- 瀬戸雅美：安達美加
- 中年女：田岡美也子
- 中年男：及川ヒロオ
- マネージャー：佐古雅誉

第4話
- ガッツ石松

第5話
- 佐藤タケシ：清水宏次朗
- 寺島進
- 古川勉

第6話
- 村上：並木史朗
- めぐみ：栗原景子

第7話
- 高野正太郎：石堂穣
- さなえ：水島裕子
- 山田良明：大原和彦
- バブルガム・ブラザーズ - 第10話にも出演。

第9話
- 美女：森田水絵
- レポーター：松澤一之

第10話
- 八木プロデューサー：植田芳暁
- 井田ともみ：杉原光輪子
- 原田先生：山本ふじ子

スペシャル
- 柳葉敏郎
- 広田玲央名

## スタッフ
- 脚本：伴一彦
- 音楽：風戸慎介
- 主題歌：中山美穂「WAKU WAKUさせて」
  - スペシャルのエンディングテーマは中山美穂「You're My Only Shinin' Star」（アルバム「SUMMER BREEZE」収録版）
  - 他に劇中BGMとしてスプリームスの「Baby Love」が使われていた。
- プロデュース：牛窪正弘、山田良明
- 演出：牛窪正弘、河毛俊作（スペシャルの演出も担当）、小野原和宏
- プロデュース補：大多亮
- 演出補：小林義和
- 協力：東映大泉ビデオスタジオ、IMAGICA、アズバーズ
- 制作著作：フジテレビ

## 放送日程
| 話数   | 放送日 （1986年） | サブタイトル                     | 演出       |
| ------ | ----------------- | -------------------------------- | ---------- |
| 第1話  | 10月16日          | （サブタイトル無し）             | 牛窪正弘   |
| 第2話  | 10月23日          | 絶対OKの女の子                   | 牛窪正弘   |
| 第3話  | 10月30日          | 人に言えないじゃない！こんなキス | 河毛俊作   |
| 第4話  | 11月6日           | 結局カラダが目的なわけ？         | 河毛俊作   |
| 第5話  | 11月13日          | ビーバップ学園祭・俺のオンナだ！ | 小野原和宏 |
| 第6話  | 11月20日          | 処女がこわくて結婚できるか！     | 小野原和宏 |
| 第7話  | 11月27日          | オッパイさわらせてくれますか     | 河毛俊作   |
| 第8話  | 12月4日           | セックスしちゃった…              | 小野原和宏 |
| 第9話  | 12月11日          | やっぱり加代子が好き！           | 小野原和宏 |
| 最終話 | 12月18日          | WAKUWAKUさせて                   | 河毛俊作   |